# Onzième district congressionnel du Texas
Le 11e district congressionnel du Texas se trouve dans la partie du Midwest de l'État du Texas, s'étendant du Permian Basin jusqu'au Hill Country. Les principales villes du district comprennent : Andrews, Midland, Odessa, San Angelo, Killeen et Brownwood. Le Représentant actuel du 11e district est le Républicain August Pfluger.
Le Texas compte au moins 11 districts depuis 1883. La configuration actuelle date du redécoupage du Texas en 2003 ; son premier Représentant, Mike Conaway, a pris ses fonctions en 2005. C'est l'un des districts les plus républicains du pays. Une grande partie du territoire faisant désormais partie du district a commencé à se débarrasser de ses racines démocrates bien plus tôt que le reste du Texas. Par exemple, Barry Goldwater a très bien réussi dans une grande partie de cette région en 1964, et Midland elle-même a soutenu pour la dernière fois un Démocrate à la présidence en 1948. Alors que les démocrates ont continué à occuper la plupart des bureaux locaux ici jusque dans les années 1980 et ont continué à représenter certaines parties de la région dans les années 1990, les Républicains dominent aujourd’hui tous les niveaux du gouvernement, remportant généralement plus de 70 % des voix. Il n’y a presque plus d’élus démocrates au-dessus du niveau des comtés.
C'était la circonscription du Président George W. Bush la plus forte de tout le pays lors des élections de 2004. Depuis sa création, les Républicains ne sont jamais descendus en dessous de 75 % des voix. Les démocrates n’ont présenté un candidat que cinq fois, dont un seul a obtenu 20 % des voix.
Conaway a pris sa retraite à la fin de son huitième mandat en 2021. Pfluger a remporté la Primaire Républicaine pour lui succéder. Les Républicains ayant un avantage de près de 10 contre 1 en matière d'inscription, il était pratiquement assuré de la victoire aux élections générales.
De 1903 à 2005, le district était basé dans le centre du Texas et contenait Waco.

## Historique de vote
| Année | Poste     | Résultats              |
| ----- | --------- | ---------------------- |
| 2000  | Président | Bush 65,0 % – 33,0 %   |
| 2004  | Président | Bush 78,0 % – 22,0 %   |
| 2008  | Président | McCain 75,0 % – 24,0 % |
| 2012  | Président | Romney 79,0 % – 20,0 % |
| 2016  | Président | Trump 78,0 % – 19,0 %  |
| 2020  | Président | Trump 80,0 % – 19,0 %  |

## Liste des Représentants du district
| Membre                          | Parti       | Années                            | Congrès     | Histoire électorale | Zone géographique |
| ------------------------------- | ----------- | --------------------------------- | ----------- | --- | --- |
| District établit le 4 mars 1883 |             |                                   |             | | |
| Samuel W. T. Lanham (en)        | Démocrate   | 4 mars 1883 - 3 mars 1893         | 48e - 52e   | Élu en 1882. Réélu en 1884. Réélu en 1886. Réélu en 1888. Réélu en 1890. Retrait. | |
| William H. Crain (en)           | Démocrate   | 4 mars 1893 - 10 février 1896     | 53e , 54e   | Redécoupage depuis le 7e district et réélu en 1892. Réélu en 1894. Décès. | |
| Vacant                          | Vacant      | 10 février 1896 - 7 avril 1896    | 54e         | | |
| Rudolph Kleberg (en)            | Démocrate   | 7 avril 1896 - 3 mars 1903        | 54e - 57e   | Élu pour terminer le mandat de Crain. Réélu en 1896. Réélu en 1898. Réélu en 1900. Retrait. | |
| Robert L. Henry (en)            | Démocrate   | 4 mars 1903 - 3 mars 1917         | 58e - 64e   | Redécoupage depuis le 7e district et réélu en 1902. Réélu en 1904. Réélu en 1906. Réélu en 1908. Réélu en 1910. Réélu en 1912. Réélu en 1914. Retrait pour se présenter comme Sénateur des États-Unis. | |
| Tom Connally (en)               | Démocrate   | 4 mars 1917 - 3 mars 1929         | 65e - 70e   | Élu en 1916. Réélu en 1918. Réélu en 1920. Réélu en 1922. Réélu en 1924. Réélu en 1926. Retrait pour se présenter comme Sénateur des États-Unis. | |
| Oliver H. Cross (en)            | Démocrate   | 4 mars 1929 - 3 janvier 1937      | 71e - 74e   | Élu en 1928. Réélu en 1930. Réélu en 1932. Réélu en 1934. Retrait. | |
| William R. Poage (en)           | Démocrate   | 3 janvier 1937 - 31 décembre 1978 | 75e - 95e   | Élu en 1936. Réélu en 1938. Réélu en 1940. Réélu en 1942. Réélu en 1944. Réélu en 1946. Réélu en 1948. Réélu en 1950. Réélu en 1952. Réélu en 1954. Réélu en 1956. Réélu en 1958. Réélu en 1960. Réélu en 1962. Réélu en 1964. Réélu en 1966. Réélu en 1968. Réélu en 1970. Réélu en 1972. Réélu en 1974. Réélu en 1976. Retrait puis démissionne. | |
| Vacant                          | Vacant      | 31 décembre 1978 - 3 janvier 1979 | 95e         | | |
| Marvin Leath (en)               | Démocrate   | 3 janvier 1979 - 3 janvier 1991   | 96e - 101e  | Élu en 1978. Réélu en 1980. Réélu en 1982. Réélu en 1984. Réélu en 1986. Réélu en 1988. Retrait. | |
| Chet Edwards (en)               | Démocrate   | 3 janvier 1991 - 3 janvier 2005   | 102e - 108e | Élu en 1990. Réélu en 1992. Réélu en 1994. Réélu en 1996. Réélu en 1998. Réélu en 2000. Réélu en 2002. Redécoupage vers le 17e district. | |
| Chet Edwards (en)               | Démocrate   | 3 janvier 1991 - 3 janvier 2005   | 102e - 108e | Élu en 1990. Réélu en 1992. Réélu en 1994. Réélu en 1996. Réélu en 1998. Réélu en 2000. Réélu en 2002. Redécoupage vers le 17e district. | 2003-2013 |
| Mike Conaway                    | Républicain | 3 janvier 2005 - 3 janvier 2021   | 109e - 116e | Élu en 2004. Réélu en 2006. Réélu en 2008. Réélu en 2010. Réélu en 2012. Réélu en 2014. Réélu en 2016. Réélu en 2018. Retrait. | |
| Mike Conaway                    | Républicain | 3 janvier 2005 - 3 janvier 2021   | 109e - 116e | Élu en 2004. Réélu en 2006. Réélu en 2008. Réélu en 2010. Réélu en 2012. Réélu en 2014. Réélu en 2016. Réélu en 2018. Retrait. | 2013–2023 Andrews, Brown, Callahan, Coke, Coleman, Comanche, Concho, Dawson, Eastland, Ector, Erath (en partie), Glasscock, Hood, Irion, Kimble, Llano, Martin, Mason, McCulloch, Menard, Midland, Mills, Mitchell, Palo Pinto, Runnels, San Saba, Stephens (en partie), Sterling, Tom Green |
| August Pfluger                  | Républicain | 3 janvier 2021 - Présent          | 117e - 119e | Élu en 2020. Réélu en 2022 Réélu en 2024. | |
| August Pfluger                  | Républicain | 3 janvier 2021 - Présent          | 117e - 119e | Élu en 2020. Réélu en 2022 Réélu en 2024. | 2023–Présent Bell (en partie), Brown, Coke, Coleman, Concho, Ector, Glasscock, Irion, Kimble, Lampasas, Llano, Mason, McCulloch, Menard, Midland, Mills, Runnels, San Saba, Sterling, Tom Green                                                                                              |

## Résultats des récentes élections
Voici les résultats des dix précédents cycles électoraux dans le district.

## Frontières historiques du district

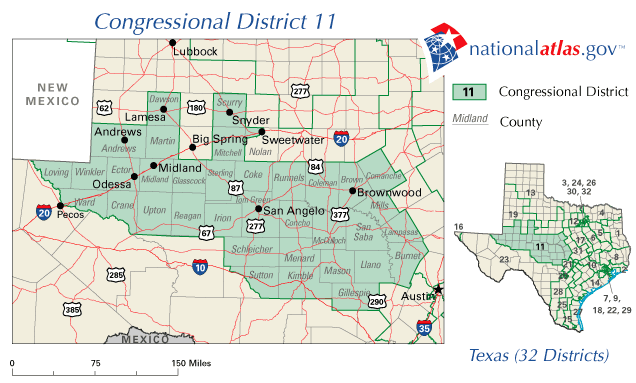
2007 - 2013

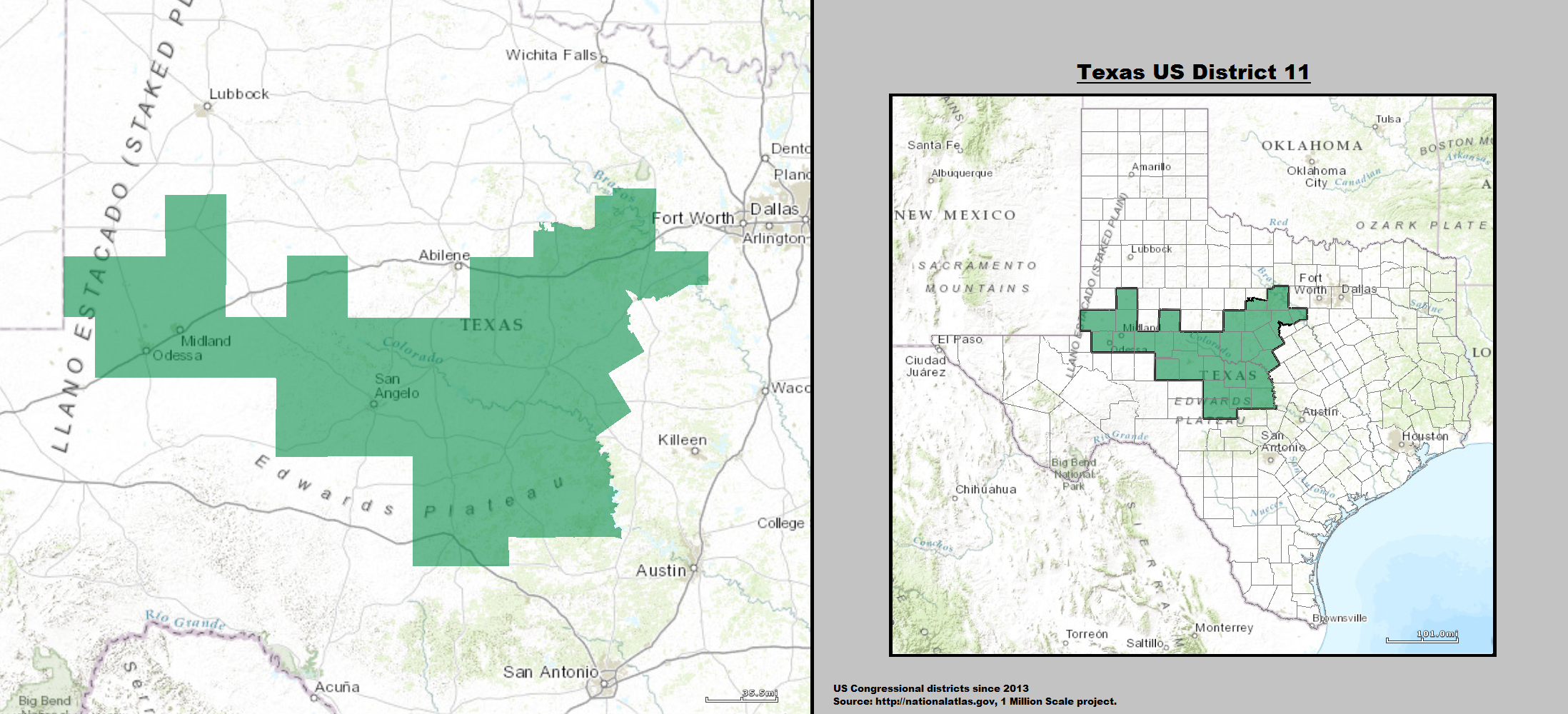
2013 - 2023

### 2004
| Élection de 2004 du 11e district congressionnel du Texas | Élection de 2004 du 11e district congressionnel du Texas | Élection de 2004 du 11e district congressionnel du Texas | Élection de 2004 du 11e district congressionnel du Texas | Élection de 2004 du 11e district congressionnel du Texas |
| -------------------------------------------------------- | -------------------------------------------------------- | -------------------------------------------------------- | -------------------------------------------------------- | -------------------------------------------------------- |
| Parti                                                    | Parti                                                    | Candidat                                                 | Votes                                                    | %                                                        |
|                                                          | Républicain                                              | Mike Conaway                                             | 177 291                                                  | 76,8                                                     |
|                                                          | Démocrate                                                | Wayne Raasch                                             | 50 339                                                   | 21,8                                                     |
|                                                          | Libertarien                                              | Jeffrey Blunt                                            | 3 347                                                    | 1,4                                                      |
| Total des votes                                          | Total des votes                                          | Total des votes                                          | 230 977                                                  | 100 %                                                    |
|                                                          | Les Républicains prennent aux Démocrates                 |                                                          |                                                          |                                                          |

### 2006
| Élection de 2006 du 11e district congressionnel du Texas | Élection de 2006 du 11e district congressionnel du Texas | Élection de 2006 du 11e district congressionnel du Texas | Élection de 2006 du 11e district congressionnel du Texas | Élection de 2006 du 11e district congressionnel du Texas |
| -------------------------------------------------------- | -------------------------------------------------------- | -------------------------------------------------------- | -------------------------------------------------------- | -------------------------------------------------------- |
| Parti                                                    | Parti                                                    | Candidat                                                 | Votes                                                    | %                                                        |
|                                                          | Républicain                                              | Mike Conaway (sortant)                                   | 107 268                                                  | 100 %                                                    |
|                                                          | Les Républicains conservent                              |                                                          |                                                          |                                                          |

### 2008
| Élection de 2008 du 11e district congressionnel du Texas | Élection de 2008 du 11e district congressionnel du Texas | Élection de 2008 du 11e district congressionnel du Texas | Élection de 2008 du 11e district congressionnel du Texas | Élection de 2008 du 11e district congressionnel du Texas |
| -------------------------------------------------------- | -------------------------------------------------------- | -------------------------------------------------------- | -------------------------------------------------------- | -------------------------------------------------------- |
| Parti                                                    | Parti                                                    | Candidat                                                 | Votes                                                    | %                                                        |
|                                                          | Républicain                                              | Mike Conaway (sortant)                                   | 189 625                                                  | 88,3                                                     |
|                                                          | Libertarien                                              | John Strohm                                              | 25 051                                                   | 11,7                                                     |
| Total des votes                                          | Total des votes                                          | Total des votes                                          | 214 676                                                  | 100 %                                                    |
|                                                          | Les Républicains conservent                              |                                                          |                                                          |                                                          |

### 2010
| Élection de 2010 du 11e district congressionnel du Texas | Élection de 2010 du 11e district congressionnel du Texas | Élection de 2010 du 11e district congressionnel du Texas | Élection de 2010 du 11e district congressionnel du Texas | Élection de 2010 du 11e district congressionnel du Texas |
| -------------------------------------------------------- | -------------------------------------------------------- | -------------------------------------------------------- | -------------------------------------------------------- | -------------------------------------------------------- |
| Parti                                                    | Parti                                                    | Candidat                                                 | Votes                                                    | %                                                        |
|                                                          | Républicain                                              | Mike Conaway (sortant)                                   | 125 581                                                  | 80,8                                                     |
|                                                          | Démocrate                                                | James Quillian                                           | 23 989                                                   | 15,4                                                     |
|                                                          | Libertarien                                              | James Powell                                             | 4 321                                                    | 2,8                                                      |
|                                                          | Vert                                                     | Jim Howe                                                 | 1 449                                                    | 0,9                                                      |
| Total des votes                                          | Total des votes                                          | Total des votes                                          | 155 340                                                  | 100 %                                                    |
|                                                          | Les Républicains conservent                              |                                                          |                                                          |                                                          |

### 2012
| Élection de 2012 du 11e district congressionnel du Texas | Élection de 2012 du 11e district congressionnel du Texas | Élection de 2012 du 11e district congressionnel du Texas | Élection de 2012 du 11e district congressionnel du Texas | Élection de 2012 du 11e district congressionnel du Texas |
| -------------------------------------------------------- | -------------------------------------------------------- | -------------------------------------------------------- | -------------------------------------------------------- | -------------------------------------------------------- |
| Parti                                                    | Parti                                                    | Candidat                                                 | Votes                                                    | %                                                        |
|                                                          | Républicain                                              | Mike Conaway (sortant)                                   | 177 742                                                  | 78,6                                                     |
|                                                          | Démocrate                                                | Jim Riley                                                | 41 970                                                   | 18,6                                                     |
|                                                          | Libertarien                                              | Scott J. Ballard                                         | 6 311                                                    | 2,8                                                      |
| Total des votes                                          | Total des votes                                          | Total des votes                                          | 226 023                                                  | 100 %                                                    |
|                                                          | Les Républicains conservent                              |                                                          |                                                          |                                                          |

### 2014
| Élection de 2014 du 11e district congressionnel du Texas | Élection de 2014 du 11e district congressionnel du Texas | Élection de 2014 du 11e district congressionnel du Texas | Élection de 2014 du 11e district congressionnel du Texas | Élection de 2014 du 11e district congressionnel du Texas |
| -------------------------------------------------------- | -------------------------------------------------------- | -------------------------------------------------------- | -------------------------------------------------------- | -------------------------------------------------------- |
| Parti                                                    | Parti                                                    | Candidat                                                 | Votes                                                    | %                                                        |
|                                                          | Républicain                                              | Mike Conaway (sortant)                                   | 107 939                                                  | 90,3                                                     |
|                                                          | Libertarien                                              | Ryan Lange                                               | 11 635                                                   | 9,7                                                      |
| Total des votes                                          | Total des votes                                          | Total des votes                                          | 119 574                                                  | 100 %                                                    |
|                                                          | Les Républicains conservent                              |                                                          |                                                          |                                                          |

### 2016
| Élection de 2016 du 11e district congressionnel du Texas | Élection de 2016 du 11e district congressionnel du Texas | Élection de 2016 du 11e district congressionnel du Texas | Élection de 2016 du 11e district congressionnel du Texas | Élection de 2016 du 11e district congressionnel du Texas |
| -------------------------------------------------------- | -------------------------------------------------------- | -------------------------------------------------------- | -------------------------------------------------------- | -------------------------------------------------------- |
| Parti                                                    | Parti                                                    | Candidat                                                 | Votes                                                    | %                                                        |
|                                                          | Républicain                                              | Mike Conaway (sortant)                                   | 201 871                                                  | 89,5                                                     |
|                                                          | Libertarien                                              | Nicholas Landholt                                        | 23 677                                                   | 10,5                                                     |
| Total des votes                                          | Total des votes                                          | Total des votes                                          | 225 548                                                  | 100 %                                                    |
|                                                          | Les Républicains conservent                              |                                                          |                                                          |                                                          |

### 2018
| Élection de 2018 du 11e district congressionnel du Texas | Élection de 2018 du 11e district congressionnel du Texas | Élection de 2018 du 11e district congressionnel du Texas | Élection de 2018 du 11e district congressionnel du Texas | Élection de 2018 du 11e district congressionnel du Texas |
| -------------------------------------------------------- | -------------------------------------------------------- | -------------------------------------------------------- | -------------------------------------------------------- | -------------------------------------------------------- |
| Parti                                                    | Parti                                                    | Candidat                                                 | Votes                                                    | %                                                        |
|                                                          | Républicain                                              | Mike Conaway (sortant)                                   | 176 603                                                  | 80,1                                                     |
|                                                          | Démocrate                                                | Jennie Lou Leeder                                        | 40 631                                                   | 18,4                                                     |
|                                                          | Libertarien                                              | Rhett Rosenquest Smith                                   | 3 143                                                    | 1,4                                                      |
| Total des votes                                          | Total des votes                                          | Total des votes                                          | 220 377                                                  | 100 %                                                    |
|                                                          | Les Républicains conservent                              |                                                          |                                                          |                                                          |

### 2020
| Élection de 2020 du 11e district congressionnel du Texas | Élection de 2020 du 11e district congressionnel du Texas | Élection de 2020 du 11e district congressionnel du Texas | Élection de 2020 du 11e district congressionnel du Texas | Élection de 2020 du 11e district congressionnel du Texas |
| -------------------------------------------------------- | -------------------------------------------------------- | -------------------------------------------------------- | -------------------------------------------------------- | -------------------------------------------------------- |
| Parti                                                    | Parti                                                    | Candidat                                                 | Votes                                                    | %                                                        |
|                                                          | Républicain                                              | August Pfluger                                           | 232 568                                                  | 79,7                                                     |
|                                                          | Démocrate                                                | Jon Mark Hogg                                            | 53 394                                                   | 18,3                                                     |
|                                                          | Libertarien                                              | Wacey Alpha Cody                                         | 5 811                                                    | 2,0                                                      |
| Total des votes                                          | Total des votes                                          | Total des votes                                          | 291 773                                                  | 100 %                                                    |
|                                                          | Les Républicains conservent                              |                                                          |                                                          |                                                          |

### 2022
| Primaire Républicaine de 2022 du 11e district congressionnel du Texas | Primaire Républicaine de 2022 du 11e district congressionnel du Texas | Primaire Républicaine de 2022 du 11e district congressionnel du Texas | Primaire Républicaine de 2022 du 11e district congressionnel du Texas | Primaire Républicaine de 2022 du 11e district congressionnel du Texas |
| --------------------------------------------------------------------- | --------------------------------------------------------------------- | --------------------------------------------------------------------- | --------------------------------------------------------------------- | --------------------------------------------------------------------- |
| Parti                                                                 | Parti                                                                 | Candidat                                                              | Votes                                                                 | %                                                                     |
|                                                                       | Républicain                                                           | August Pfluger (sortant)                                              | 151 066                                                               | 100 %                                                                 |

| Élection de 2022 du 11e district congressionnel du Texas | Élection de 2022 du 11e district congressionnel du Texas | Élection de 2022 du 11e district congressionnel du Texas | Élection de 2022 du 11e district congressionnel du Texas | Élection de 2022 du 11e district congressionnel du Texas |
| -------------------------------------------------------- | -------------------------------------------------------- | -------------------------------------------------------- | -------------------------------------------------------- | -------------------------------------------------------- |
| Parti                                                    | Parti                                                    | Candidat                                                 | Votes                                                    | %                                                        |
|                                                          | Républicain                                              | August Pfluger (sortant)                                 | 151 066                                                  | 100 %                                                    |
|                                                          | Les Républicains conservent                              |                                                          |                                                          |                                                          |

### 2024
| Primaire Républicaine de 2024 du 11e district congressionnel du Texas | Primaire Républicaine de 2024 du 11e district congressionnel du Texas | Primaire Républicaine de 2024 du 11e district congressionnel du Texas | Primaire Républicaine de 2024 du 11e district congressionnel du Texas | Primaire Républicaine de 2024 du 11e district congressionnel du Texas |
| --------------------------------------------------------------------- | --------------------------------------------------------------------- | --------------------------------------------------------------------- | --------------------------------------------------------------------- | --------------------------------------------------------------------- |
| Parti                                                                 | Parti                                                                 | Candidat                                                              | Votes                                                                 | %                                                                     |
|                                                                       | Républicain                                                           | August Pfluger (sortant)                                              | 67 637                                                                | 100 %                                                                 |

| Élection de 2024 du 11e district congressionnel du Texas | Élection de 2024 du 11e district congressionnel du Texas | Élection de 2024 du 11e district congressionnel du Texas | Élection de 2024 du 11e district congressionnel du Texas | Élection de 2024 du 11e district congressionnel du Texas |
| -------------------------------------------------------- | -------------------------------------------------------- | -------------------------------------------------------- | -------------------------------------------------------- | -------------------------------------------------------- |
| Parti                                                    | Parti                                                    | Candidat                                                 | Votes                                                    | %                                                        |
|                                                          | Républicain                                              | August Pfluger (sortant)                                 | 211 975                                                  | 100                                                      |
|                                                          | Les Républicains conservent                              |                                                          |                                                          |                                                          |